# Mitella nuda
Mitella nuda är en stenbräckeväxtart som beskrevs av Carl von Linné. Mitella nuda ingår i släktet Mitella och familjen stenbräckeväxter. Inga underarter finns listade i Catalogue of Life.

## Bildgalleri

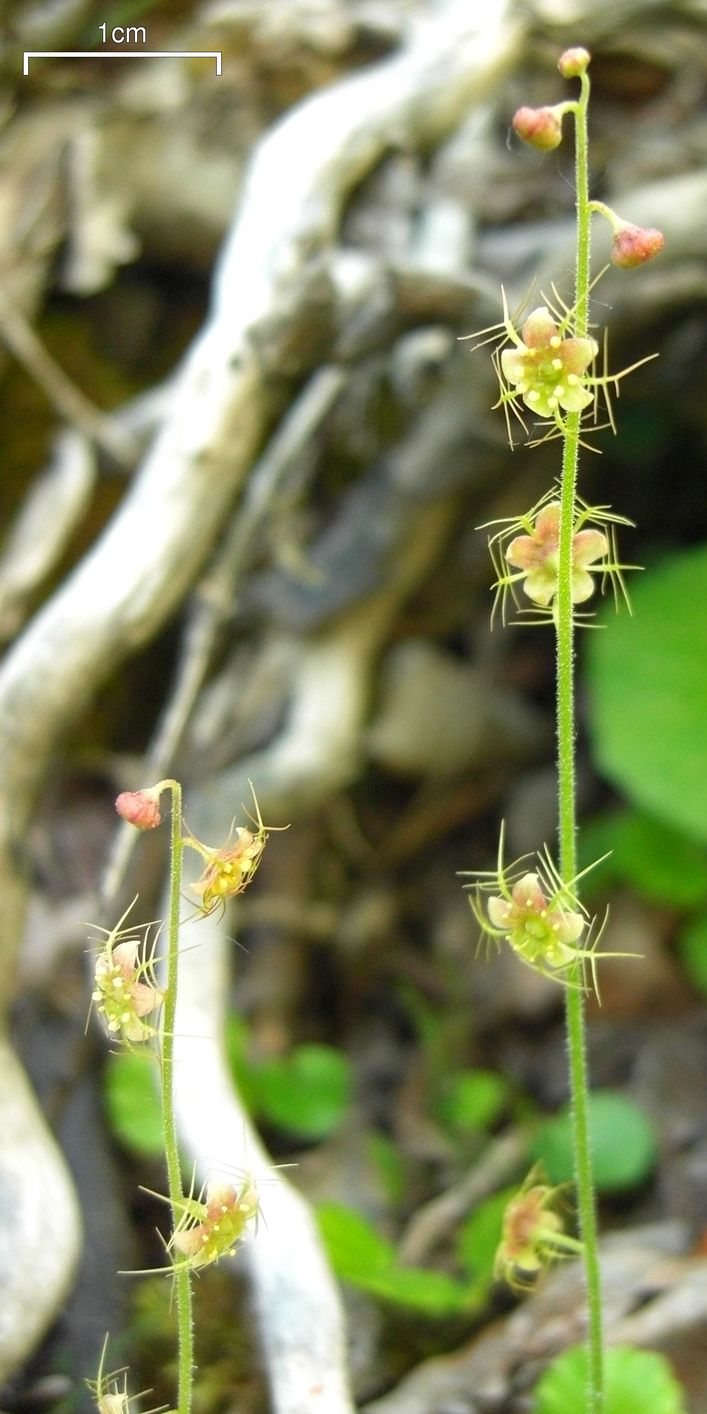
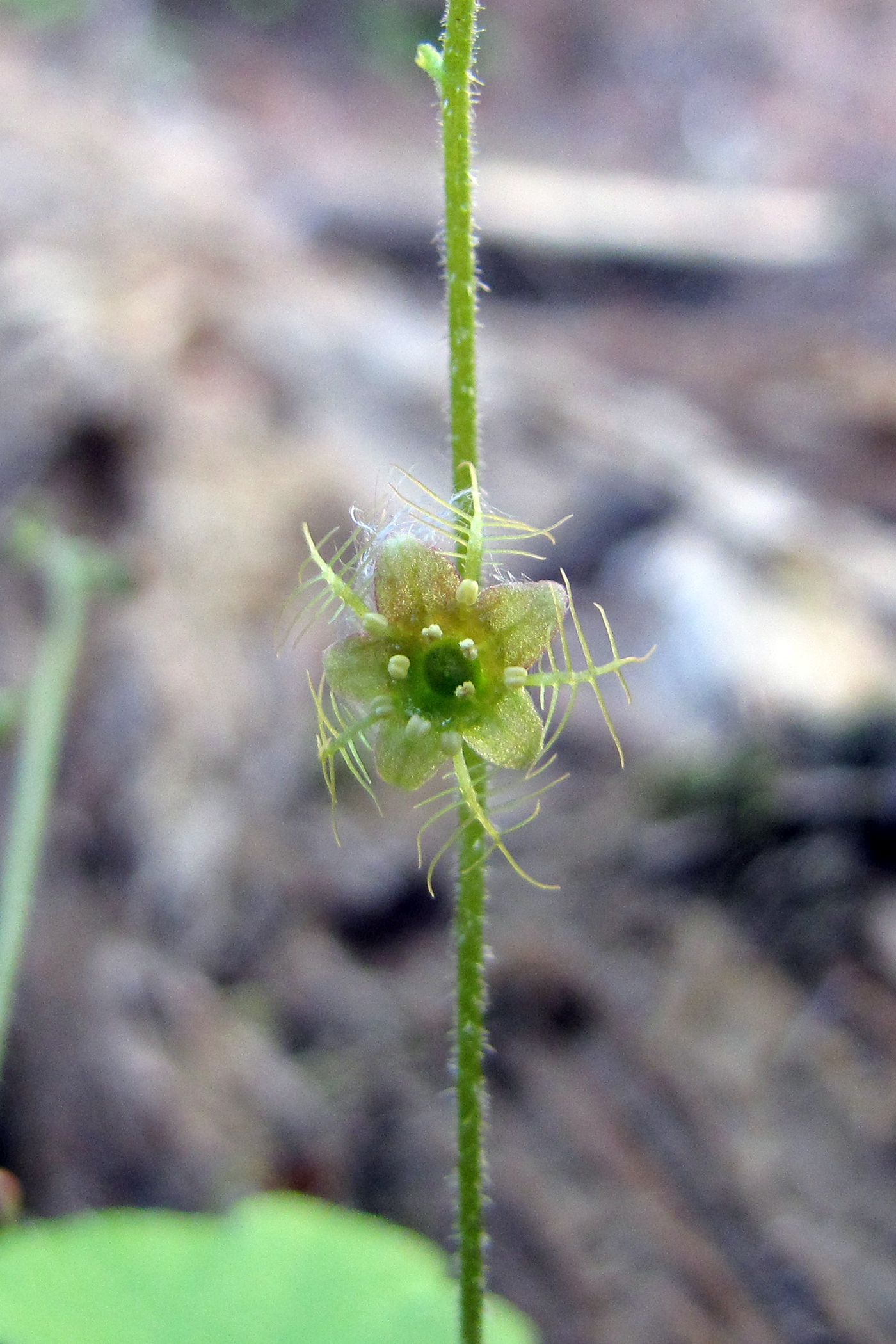